# Weißendorf
Weißendorf is een gemeente in de Duitse deelstaat Thüringen, en maakt deel uit van de Landkreis Greiz.
Weißendorf telt 321 inwoners.